# Five World Trade Center
Five World Trade Center kommer bli den femte byggnaden i det nya World Trade Center-komplexet. Byggnaden beräknas bli färdig år 2028 och kommer vara 226 meter hög. Byggnaden kommer ha 42 våningar och stå på 130 Liberty Street där byggnaden Deutsche Bank Building stod alldeles söder om själva WTC-området. Marken är förberedd för byggnaden, men mer än så har ännu inte skett.